# Frank Nighbor
Julis Francis Pembroke Peach Nighbor (26 de janeiro de 1893, Pembroke, Ontario - 13 de abril de 1966, Pembroke, Ontario) foi um canadense profissional de hóquei no gelo onde jogou na Ottawa Senators da National Hockey League e Toronto Maple Leafs ambos da NHL, também foi um participante ilustre na National Hockey Association (NHA), na Toronto Blueshirt da ASN e na Vancouver Millionaires da PCHA. Teve habilidades de uma excelente defesa, coisa que frustou vários inimigos de pontuação. Por suas contribuições no gelo, foi o primeiro a ganhar o troféu Hart e o Lady Byng.

## Carreira
Frank pela primeira vez jogou profissionalmente para os Bearcats Port Arthur da Ontario Hockey League do Norte em 1911. Pembroke foi convidado a Harry Cameron para tocar em Port Arthur, mas se recusou a ir sem Nighbor. O clube concordou em trazer Nighbor junto, mas o deixou no banco até que as lesões lhe deu uma oportunidade de jogar. Ele fez a maior parte de sua oportunidade, registrando seis gols em sua primeira aparição.  Em 1912, juntou-se aos novos Blueshirts Toronto do NHA onde marcou 25 gols em 18 jogos. Ele só jogou a primeira temporada em Toronto, saltando para Vancouver da PCHA na temporada seguinte por duas temporadas, e era um membro importante da equipe de milionários que ganhou o copo de Stanley sobre o Senators de Ottawa em 1915. Ele retornou para o leste após a série Copa Stanley e juntou-se aos senadores, a quem ele iria jogar para até 1930, uma parte importante da dinastia da década de 1920 ganhando 4 xícaras mais em 1920, 1921, 1923 e 1927. Ele teve sua melhor temporada em 1916-1917 , marcando 41 gols em 19 jogos, terminando amarrado pela liderança do campeonato com Joe Malone. Em 1919 ele marcaria 26 gols e 15 assistências em apenas 23 jogos, então teve mais 6 gols em 5 jogos do playoff e levou os senadores a sua primeira Copa na NHL. Frank iria ganhar a Copa Stanley novamente com Ottawa em 1921 1923 e 1927. Como membro dos Senadores, Frank foi o primeiro a receber o Troféu Hart, assim como o primeiro a receber o Troféu Lady Byng. Em 1929, Frank seria negociado a Toronto, como parte da venda de fogo dos senadores na falta de Danny Cox e dinheiro. Ele jogou 22 jogos para os Maple Leafs e aposentou-se no período de entressafra.

## Estilo de jogo
Frank foi considerado um mestre do sweep check, (hoje chamado de Poke Check), em que baseia tirar o puck fora da área do adversário. Ele era habilidoso e astuto com o disco e um marcador bom. Ele impressionado com o seu desportivismo, a inspiradora Byng doou o Troféu Lady Byng em sua homenagem para o "jogador penalizado por ter exibido o melhor tipo de conduta esportiva cavalheiresca e combinado com um alto padrão de jogar a habilidade". 

## Após a carreira
Frank treinou para os bisontes Buffalo e Tecumsehs Londres da Liga Internacional e os Rovers New York do Amador Oriental Hockey League. Ele viria a recorrer a uma empresa de seguros que foi um parceiro em e executá-lo até que ele ficou doente. Nighbor morreu de câncer em 13 de abril de 1966 em Pembroke, Ontaro com 73 anos de idade. Nighbor foi introduzido no Hockey Hall of Fame em 1947. Ele também foi introduzido no Canadá Sports Hall of Fame e do Ottawa Sports Hall of Fame. Em 1998, ele foi classificado número 100 na lista dos 100 jogadores dos mais grandes do hóquei. Em março de 2010, em um leilão de Quebec, um colecionador americano pagou 33 mil dólares USD para garantir jogo desgastado Frank Nighbor da camisola de senadores Ottawa da temporada 1926-27.

## Estatísticas da carreira
| Temporada | Equipe                 | Liga        |
| --------- | ---------------------- | ----------- |
| 1912-1913 | Toronto Blueshirts     | NHA         |
| 1913-1914 | Vancouver Millionaires | PCHA        |
| 1914–1915 | Vancouver Millionaires | PCHA        |
| 1914–1915 | Vancouver Millionaires | Stanley Cup |
| 1915–1916 | Ottawa Senators        | NHA         |
| 1916–1917 | Ottawa Senators        | NHA         |
| 1917–1918 | Ottawa Senators        | NHL         |
| 1918–1919 | Ottawa Senators        | NHL         |
| 1919–1920 | Ottawa Senators        | NHL         |
| 1919–1920 | Ottawa Senators        | Stanley Cup |
| 1920–1921 | Ottawa Senators        | NHL         |
| 1920–1921 | Ottawa Senators        | Stanley Cup |
| 1921–1922 | Ottawa Senators        | NHL         |
| 1922–1923 | Ottawa Senators        | NHL         |
| 1922–1923 | Ottawa Senators        | Stanley Cup |
| 1923–1924 | Ottawa Senators        | NHL         |
| 1924–1925 | Ottawa Senators        | NHL         |
| 1925–1926 | Ottawa Senators        | NHL         |
| 1926–1927 | Ottawa Senators        | NHL         |
| 1927–1928 | Ottawa Senators        | NHL         |
| 1928–1929 | Ottawa Senators        | NHL         |
| 1929–1930 | Ottawa Senators        | NHL         |
| 1929–1930 | Ottawa Senators        | NHL         |

## Prêmios
- Stanley Cup: 1920, 1921, 1923 e 1927.
- Troféu Hart: 1924.
- Troféu Lady Byng: 1925 e 1926.
- Hockey Hall of Fame: 1947.